# Vantaanlaakso
Vantaanlaakso (en suédois : Vandadalen) est un quartier du district de Myyrmäki de Vantaa en Finlande.

## Description
Le quartier de Vantaanlaakso fait partie du district de Myyrmäki. 
À l'ouest, Vantaanlaakso est bordé par l'Hämeenlinnanväylä, au nord par le Kehä III, au nord-est et à l'est par Vantaanjoki. 
La limite sud de Vantaanlaakso s'étend au sud des jardins familiaux de Viherkumpu,.
Les quartiers voisins de Vantaanlaakso sont Kaivoksela au sud, Martinlaakso à l'ouest, Piispankylä et Viinikkala au nord, et Ylästö du côté est du Vantaanjoki.
Le quartier  abrite, entre-autres, le musée agricole de Vantaa, la caserne de pompiers de Vantaankoski et le centre commercial de Vantaanlaakso (fi).
Vantaanlaakso est traversé par la route royale.

## Galerie

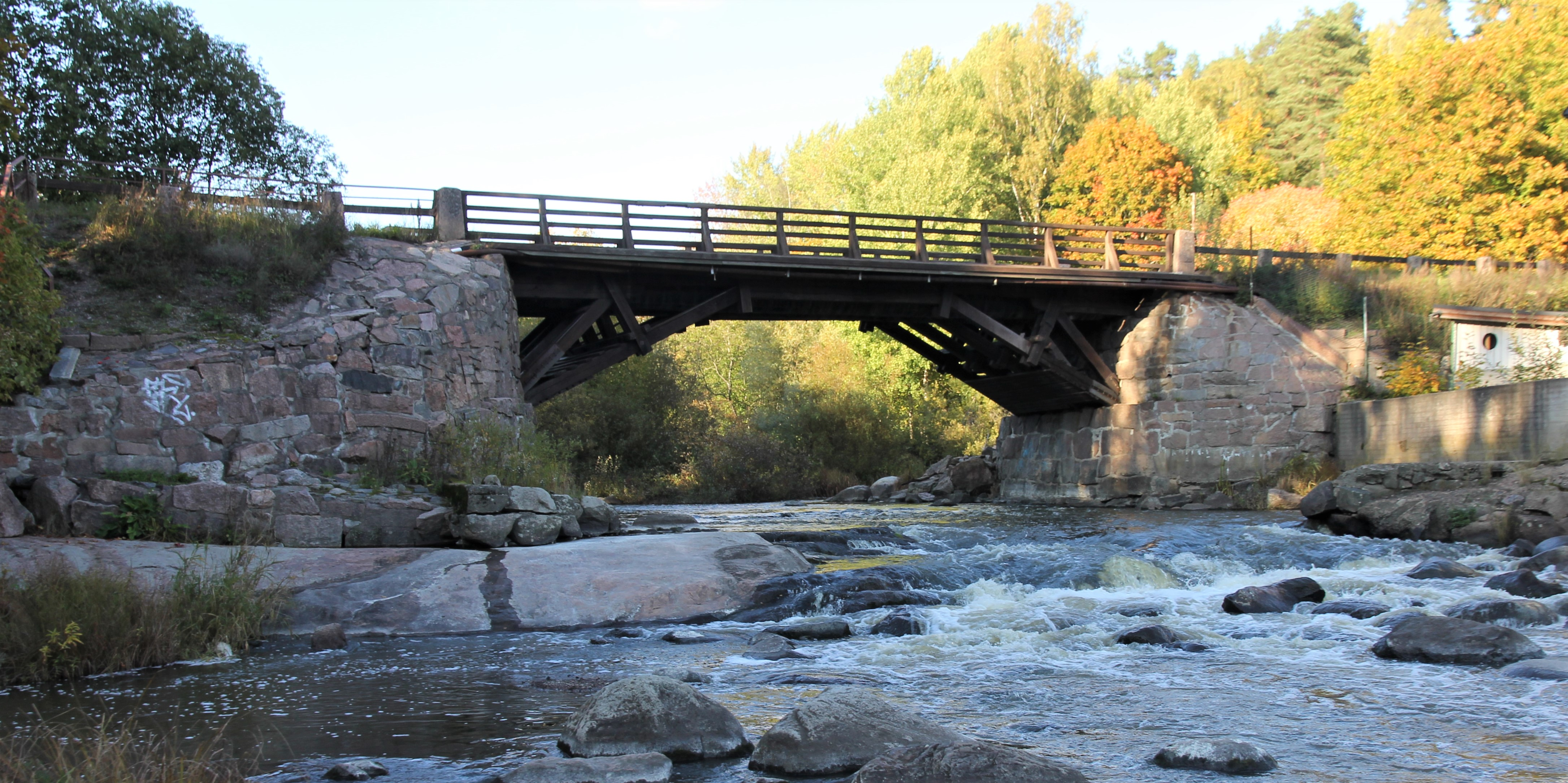
Pont de Vantaankoski.
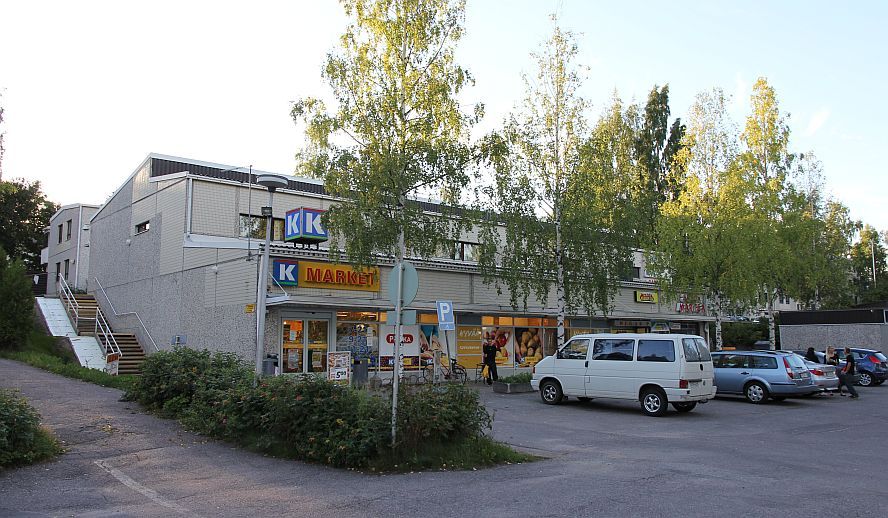
Centre commercial de Vantaanlaakso.
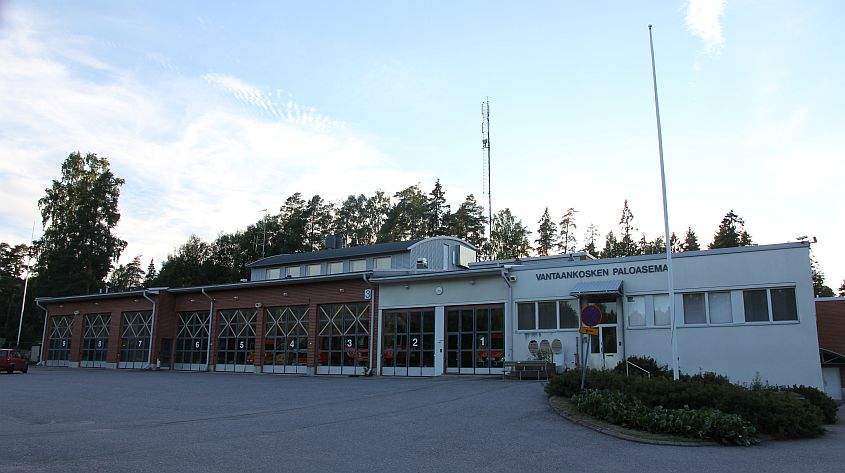
caserne de pompiers de Vantaankoski.